# Casa del Marqués de Benicarló

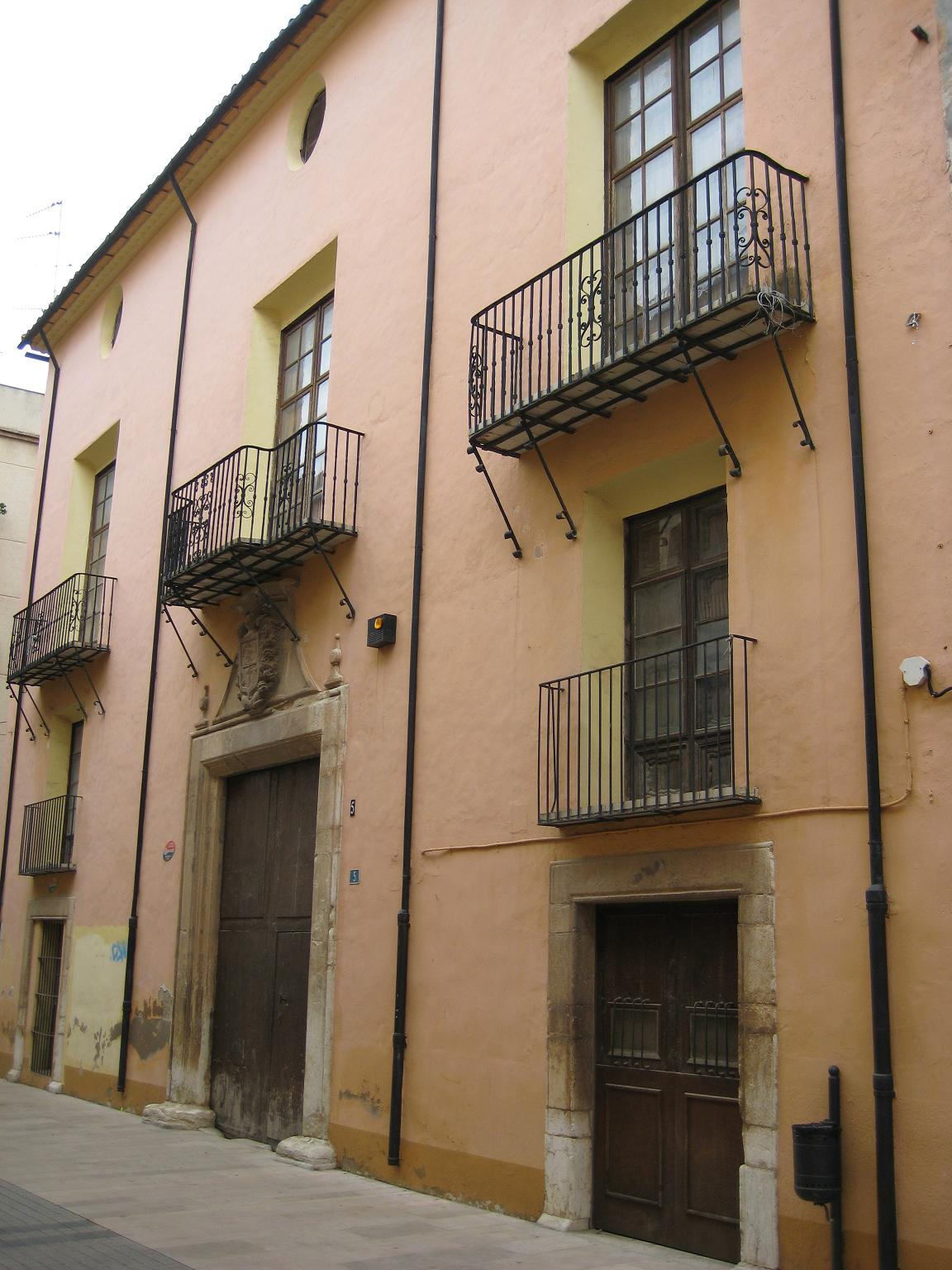
Casa del marqués de Benicarló.

La casa del Marqués de Benicarló está situada en la calle San Joaquín de la ciudad de Benicarló (Provincia de Castellón, España) y fue construida a finales del siglo XVIII. Fue catalogada como bien de interés cultural de la provincia de Castellón el 28 de septiembre de 2007, con código RI-51-0012141.

## Descripción
La ciudad de Benicarló está situada en un llano cerca del mar. Tiene su origen en una alquería árabe dependiente del Castillo de Peñíscola. Tras la reconquista, en el año 1236 fue otorgada Carta Puebla por Jaime I, se fue configurando su trazado cuadrangular dividido en cuatro por dos calles perpendiculares, al modo de las fundaciones romanas o de otras poblaciones de nueva planta tras la reconquista. Las transformaciones sufridas en los siglos XVII y XVIII, hicieron desaparecer buena parte de las edificaciones del casco urbano, la única calle que conservaba hasta hace poco, un cierto carácter y tipologías de vivienda originales, era la de San Joaquín, de trazado irregular y situada entre las plazas General Aranda y San Bartolomé. Aunque también ha sido transformada. 
Dentro de la calle de San Joaquín destaca la llamada "Casa del Marqués", asentada en el mayor solar a excepción de la iglesia. Fue construida en el último cuarto del siglo XVIII por el noble valenciano D. Joaquín Miquel y Lluís sobre las ruinas de la antigua casa de la Encomienda, sede del Comendador de la Orden de Montesa. 
Consta de planta baja con entresuelo, planta noble y andana, se organiza a partir de un gran zaguán con doble altura y galería de distribución, a la que se accede por una escalera imperial situada en la segunda crujía. 
Por detrás de la escalera se accede a un huerto-jardín posterior. 
Es singular la cocina revestida con azulejos de la fábrica del Conde de Aranda de Alcora.

## Curiosidades
Tras estallar la guerra civil española, el Marqués de Benicarló fue asesinado y su casa fue ocupada por el jefe republicano en la ciudad, hasta la llegada del bando nacional a Benicarló. Momento en el que la casa fue devuelta a los herederos de su legítimo dueño.